# Heart racing moments for all Lovers & Haters
『Heart racing moments for all Lovers & Haters』（ハート レイシング モーメンツ フォー オール ラヴァーズ アンド ヘイターズ）はNEW BREEDの1作目のアルバムである。

## 概要
2010年10月20日発売。

## 収録曲
1. -INTRO-　<1:09>
2. Ruling ground　<3:02>
3. ANSWERS　<4:26>
4. Immune to anything but you... (HLH MIX)　<3:40>
5. Friday night KINGS　<3:38>
6. Back to back with separate timelines　<3:36>
7. Distant... Closer, yet apart (HLH MIX)　<4:33>
8. Cut me loose　<5:08>

| スタブアイコン | サブスタブ | この項目は、まだ閲覧者の調べものの参照としては役立たない、アルバムに関連した書きかけの項目です。この項目を加筆・訂正などしてくださる協力者を求めています（P:音楽/PJ:アルバム）。 |